# Дуарте (гора)
Дуарте (исп. Pico Duarte) — гора, самая высокая точка Антильских островов — высота над уровнем моря 3101 м, является частью Центральной Кордильеры острова Гаити и находится на территории Доминиканской республики.

## Другие названия
- Пилона Гранде;
- Монте Тино;
- Пик Трухильо.

## Температуры
Максимальная + 30°С.

Минимальная - 8°С.

## История
Принято считать, что первым человеком, поднявшимся на пик Дуарте, был Робер Х. Шомбург, являвшийся английским консулом в Доминиканской Республике в 1851 году. Он назвал гору Монте Тина (Monte Tina) и оценил высоту этой горы в 3140 метров. В 1912 году Мигель Фуертес посчитал расчёты Шомбурга ошибочными и после подъёма на Скалу Русилья (Loma Rusilla, 3039 м.) заявил, что вопреки утверждению Шомбурга, она является самой высокой точкой острова. Год спустя шведский ботаник Эрик Экман посчитал, что данные англичанина в отношении гор-сестёр были более точными.
В годы правления Рафаэля Трухильо гора была переименована в Пик Трухильо, а после правления диктатора — в Пик Дуарте в честь Хуана Пабло Дуарте.
До середины 90-х годов в качестве высоты горы указывалась цифра 3175 м, но при помощи дальнейших измерений группы исследователей с использованием спутниковых устройств навигации, высота была скорректирована на основании новых данных от устройств GNSS. Они также внесли поправки в уровень высот 2 других гор Доминиканы, и в настоящий момент официально указанная высота горы составляет 3101 м, что прекратило столетние споры о высоте гор.